# Katharina Wackernagel
Katharina Wackernagel (Friburgo in Brisgovia, 15 ottobre 1978) è un'attrice tedesca.

## Filmografia

### Attrice

#### Cinema
- Plätze in Städten, regia di Angela Schanelec (1999)
- Venus.de – Die bewegte Frau, regia di Rudolf Thome (2000)
- Il miracolo di Berna (Das Wunder von Bern), regia di Sönke Wortmann (2003)
- Die Boxerin, regia di Catharina Deus (2005)
- GG 19 – Deutschland in 19 Artikeln, registi vari (2007)
- La banda Baader Meinhof (Der Baader Meinhof Komplex), regia di Uli Edel (2008)
- Polska Love Serenade, regia di Monika Anna Wojtyllo (2008)
- Die Schimmelreiter, regia di Lars Jessen (2008)
- Résiste – Aufstand der Praktikanten, regia di Jonas Grosch (2009)
- Die letzte Lüge, reagia di Jonas Grosch (2011)
- bestefreunde, regia di Jonas Grosch e Carlos Val (2014)
- Wenn Fliegen träumen, regia di Katharina Wackernagel (2018)
- Axel, der Held, regia di Hendrik Hölzemann (2019)

#### Televisione
- Hinter Gittern – Der Frauenknast – serie TV, 6 episodi (1997-1998)
- Tanja – serie TV, 39 episodi (1997-2000)
- Schrei – denn ich werde dich töten!, regia di Robert Sigl – film TV (1999)
- Hat er Arbeit?, regia di Kai Wessel (2000)
- L'isola della vendetta (Das Mädcheninternat - Deine Schreie wird niemand hören), regia di Robert Sigl – film TV (2001)
- Un caso per due (Ein Fall für Zwei) – serie TV, episodio 21x05 (2001)
- Soko 5113 – serie TV, episodio 22x09 (2001)
- Am Ende die Wahrheit, regia di Michael Rowitz – film TV (2002)
- Bloch – serie TV, 12 episodi (2002-2008)
- Das Wunder von Lengede, regia di Kaspar Heidelbach – film TV (2003)
- Mädchen Nr. 1, regia di Stefan Holtz – film TV (2003)
- Dornröschens leiser Tod, regia di Marcus Otto Rosenmuller – film TV (2004)
- Die letzte Schlacht, regia di Hans-Christoph Blumenberg – film TV (2005)
- Die Luftbrücke – Nur der Himmel war frei, regia di Dror Zahavi – film TV (2005)
- Bettgeflüster & Babyglück, regia di Annette Ernst – film TV (2005)
- Fünf-Sterne-Kerle inklusive, regia di Vivian Naefe – film TV (2006)
- Kommissar Stolberg – serie TV, episodio 1x05 (2006)
- Freundinnen fürs Leben, regia di Buket Alakus – film TV (2006)
- Effetti collaterali (Contergan), regia di Adolf Winklemann – miniserie TV (2007)
- Mein Mörder kommt zurück, regia di Andreas Senn – film TV (2007)
- Polizeiruf 110 – serie TV, episodio 36x06 (2007)
- Wilsberg – serie TV, episodio 24 (2008)
- Vulcano (Vulkan), regia di Uwe Janson – miniserie TV (2009)
- Tatort – serie TV, episodio 732 (2009)
- Donna Leon – serie TV, episodio 15 (2009)
- Stralsund – serie TV (2009-2022)
- Gier, regia di Dieter Wedel – miniserie TV (2010)
- Nel bianco (Eisfieber), regia di Peter Keglevic – miniserie TV (2010)
- Liebe deinen Feind, regia di Niki Stein – film TV (2010)
- Der Meisterdieb, regia di Christian Theede – film TV (2010)
- Racheengel – Ein eiskalter Plan, regia di Tim Trageser – film TV (2010)
- Die Schuld der Erben, regia di Uwe Janson – film TV (2011)
- Vater Mutter Mörder, regia di Niki Stein – film TV (2011)
- Tatort – serie TV, episodio 823 (2012)
- Bella Block – serie TV, episodio 31 (2012)
- Die Mongolettes - Wir wollen rocken!, regia di Florian Gärtner – film TV (2012)
- Herbstkind, regia di Petra Katharina Wagner – film TV (2012)
- Flemming – serie TV, episodio 3x08 (2012)
- Una famiglia, regia di Uli Edel – miniserie TV (2013)
- Jedes Jahr im Juni, regia di Marcus Otto Rosenmuller – film TV (2013)
- Immer wieder anders, regia di Matthias Steurer – film TV (2014)
- Mord am Höllengrund, regia di Maris Pfeiffer – film TV (2014)
- Bloß kein Stress!, regia di Lars Jessen – film TV (2014)
- Der Urbino-Krimi, regia di Uwe Janson – miniserie TV (2016)
- Tödliche Gefühle, regia di Marcus Otto Rosenmüller – film TV (2016)
- Ein starkes Team: Vergiftet, regia di Jörg Lühdorff – film TV (2017)
- Lobbyistin – serie TV, 6 episodi (2017)
- Landgericht – Geschichte einer Familie, regia di Matthias Glasner – film TV (2017)
- Friesland – serie TV, episodio 4 (2017)
- Chaos-Queens: Für jede Lösung ein Problem, regia di Thomas Freundner – film TV (2017)
- La maledizione del re nero (Die Pfefferkörner und der Fluch des Schwarzen Königs), regia di Christian Theede – film TV (2017)
- Aenne Burda - La donna del miracolo economico (Aenne Burda – Die Wirtschaftswunderfrau), regia di Francis Meletzky – miniserie TV (2018)
- Meister des Todes 2, regia di Daniel Harrich – film TV (2020)
- Pan Tau – serie TV (2020)
- Zerrissen – Zwischen zwei Müttern, regia di Florian Gärtner – film TV (2020)
- Homicide Hills - Un commissario in campagna (Mord mit Aussicht) – serie TV (2022-in produzione)
- Einsame Herzen – serie TV (2023)

### Regista

#### Cinema
- Wenn Fliegen träumen (2018)

#### Cortometraggi
- Think Positive! (1998)

## Teatrografia
- Wir lieben und wissen nichts – Hamburger Kammerspiele (2013)

## Spettacoli radiofonici e audiolibri
- Jodi Picoult: 19 Minuten (Charakter-Erzähler: Alex Cormier), der Hörverlag, ISBN 978-3-86717-252-3 ( audiolibro ) (2008)
- Anna Gavalda: Ein geschenkter Tag. Der Hörverlag, ISBN 978-3-86717-954-6 ( audiolibro ) (2013)
- Miranda Beverly-Whittemore: Bittersweet. Der Hörverlag, ISBN 978-3-8445-1820-7 ( audiolibro ) (2015)
- Die jungen Detektive – und der verfluchte Nachtwächter (2017)

## Doppiatrici italiane
Nelle versioni in italiano delle opere in cui ha recitato, Katharina Wackernagel è stata doppiata da:
- Ilaria Latini in L'isola della vendetta
- Domitilla D'Amico in Effetti collaterali, Nel bianco
- Chiara Gioncardi in Vulcano
- Perla Liberatori in Una famiglia
- Antonella Baldini in La maledizione del re nero
- Myriam Catania in Aenne Burda - La donna del miracolo economico
- Francesca Fiorentini in Homicide Hills - Un commissario in campagna